# 봉합

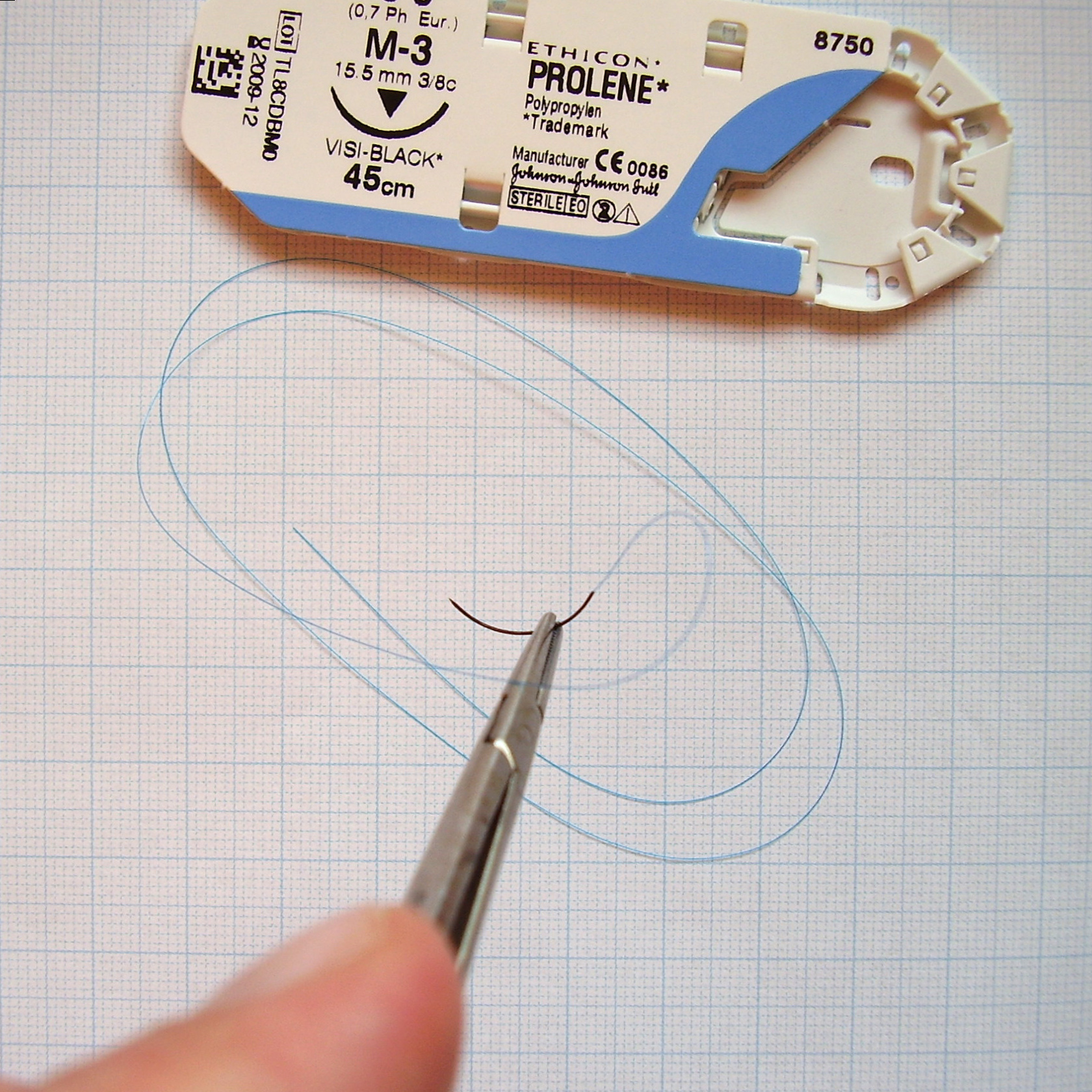
바늘(ø15.5mm) 봉합사와 바늘집게 그리고 케이스

봉합(縫合, suture)은 의학 특히 외과에서 상처의 갈라진 부분이나 수술을 하려고 벤 자리를 바늘로 꿰매어 붙이는 것을 말한다.
외과 봉합(surgical suture)은 부상이나 수술 후에 찢어지거나 절개한 신체 조직을 꿰매어 붙이고 이를 유지하는 데 사용되는 의료행위이다. 봉합은 손상된 신체조직을 꿰매는 매듭 방법 및 바늘이 부착된 봉합사를 사용하는 것을 포함한다. 수천년의 역사를 통해 다양한 모양, 크기 및 실이 개발되었다. 외과 의사, 의사, 치과 의사, 안과 의사, 간호사 및 기타 훈련된 인력, 의료진 및 임상 약사는 일반적으로 봉합에 대한 지식을 가지고 있다. 외과 봉합시 매듭은 봉합을 고정하고 마무리하는데 사용한다.

## 봉합도구

### 봉합사
봉합에 사용되는 실은 봉합사라고 부른다.

### 바늘과 바늘집게
바늘의 둥근 형태는 {\displaystyle {{1} \over {4}},}{\displaystyle {{3} \over {8}},}{\displaystyle {{1} \over {2}}}등처럼 원을 기준으로 원에 대한 원호의 비율로 표기한다. 바늘의 단면은 피부 조직이나 내장조직의 봉합시 결정할 수 있다.  대상 조직의 봉합 깊이 및 범위등에서 바늘의 크기도  고려된다.
바늘집게(needle holder)는 가위모양이나 바늘을 붙잡을수있는 집게끝 형태를 갖고있으며 손잡이 부근에는 이빨걸쇠가 있다.
바늘집게로는 바늘 끝에서 {\displaystyle {{2} \over {3}}}지점을 붙잡는다.

### 핀셋
봉합시 한손은 바늘집게의 사용을 다른 한손은 핀셋으로 보조하는경우 사용할 수 있다.

## 매듭
|                                                                                |
| 1차 봉합과 2차 봉합 (1차 봉합은 2회의 옭매듭이다. 2차봉합은 1회의 옭매듭이다.) |

## 같이 보기
- 인체 혈관
- 해부학 용어